# Iophon aceratum
Iophon aceratum är en svampdjursart som beskrevs av Jörn Hentschel 1914. Iophon aceratum ingår i släktet Iophon och familjen Acarnidae. Inga underarter finns listade i Catalogue of Life.